# Киреева, Светлана Владимировна
Светлана Владимировна Киреева (Лобанова) (р.1961) — советская пловчиха в ластах.

## Карьера
Выступала в соревнованиях по скоростному плаванию в ластах за ДОСААФ (Ленинград).
Тренеры — заслуженный тренер РСФСР Г. Г. Шепилов, заслуженный тренер СССР П. А. Зимовский.
8-кратная чемпионка мира (1980, 1982, 1986).
4-кратный призёр чемпионатов мира (1980, 1982, 1986) .
5-кратная чемпионка Европы (1979, 1983).
2-й призёр первенства Европы (1979).
18-кратная чемпионка СССР (1978),
21-кратный призёр чемпионатов СССР(1979—1983).
17-кратная победительница розыгрышей Кубка СССР.
Победитель международных соревнований.
Установила 23 мировых рекорда.
Закончила Государственный ордена Ленина и ордена Красного Знамени институт физической культуры им. П. Ф. Лесгафта.